# Президентський палац (Найп'їдо)
Президентський палац (бірм. သမ္မတအိမ်တော်) — виконавчий офіс та офіційна резиденція глави держави й уряду М'янми, президента М'янми, розташований у столиці Найп'їдо. Палац, що складається зі 100 кімнат, являє собою комплекс будівель, оточених ровом, який можна перетнути по мостах.
Виконуючий обов'язки президента М'їнт Шве не переїхав до Президентського палацу після державного перевороту 2021 року. Замість нього палац зайняв лідер хунти Мін Аун Хлайн. Мін Аун Хлайн проводив дипломатичні прийоми та церемонії нагородження в палаці, за що носив президентську стрічку, ще до того, як обійняв президентську посаду у 2024 році.

## Галерея

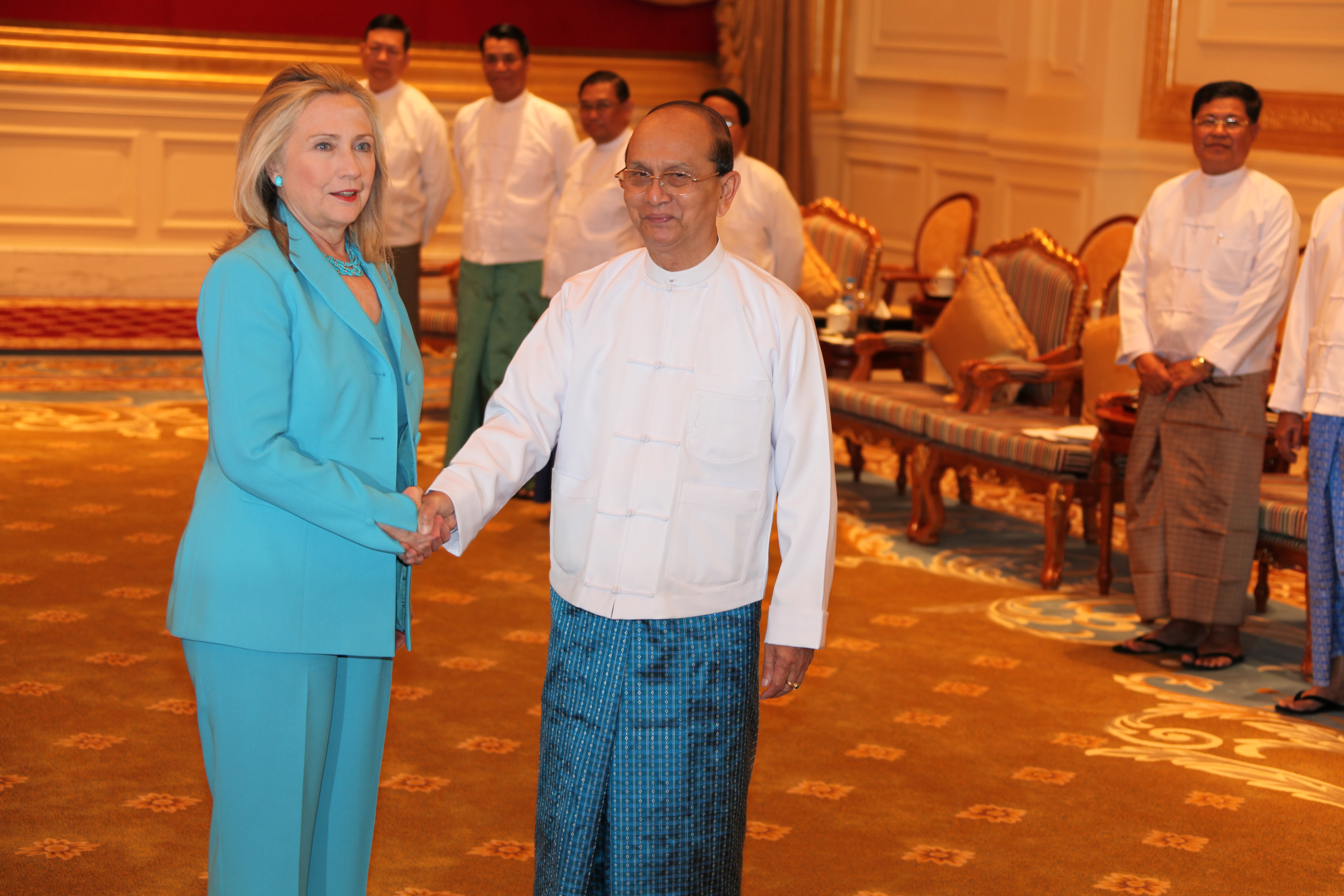
Тейн Сейн з Гілларі Клінтон
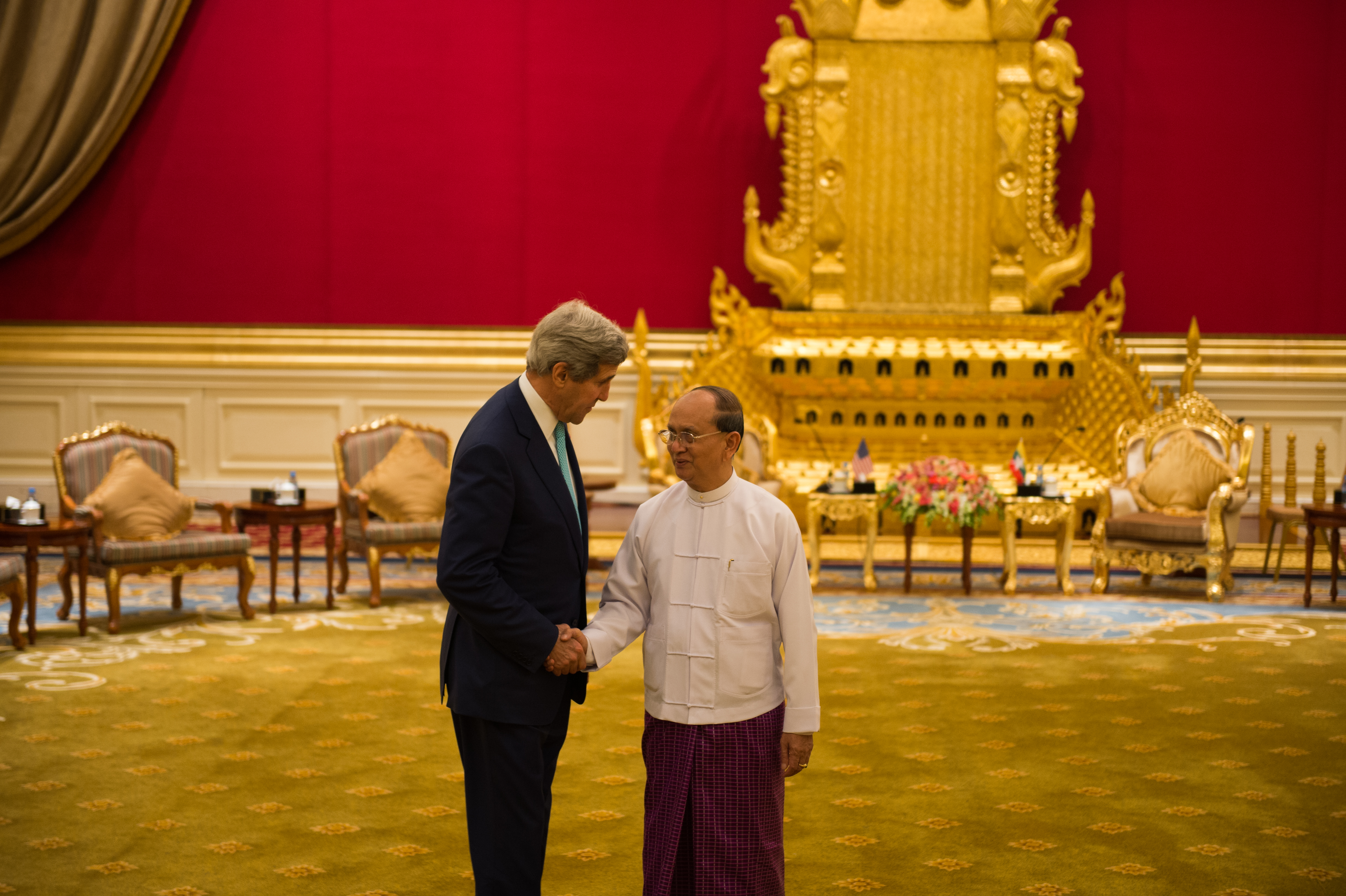
Тейн Сейн із Джоном Керрі на фоні трону
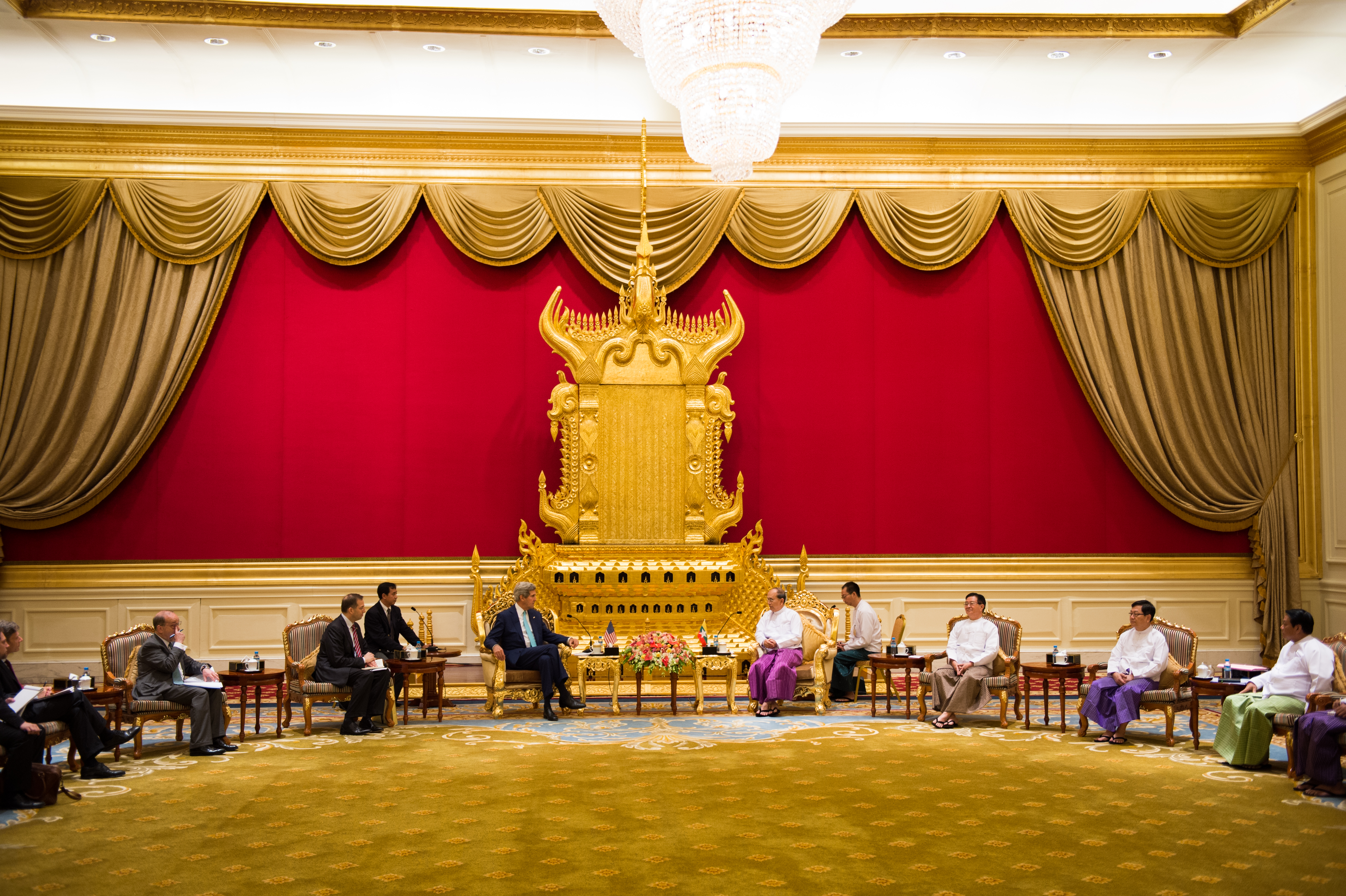
Головний зал, де зустрічають відвідувачів вищого рівня
- Встреча Обамы с президентом Тейн Сейном
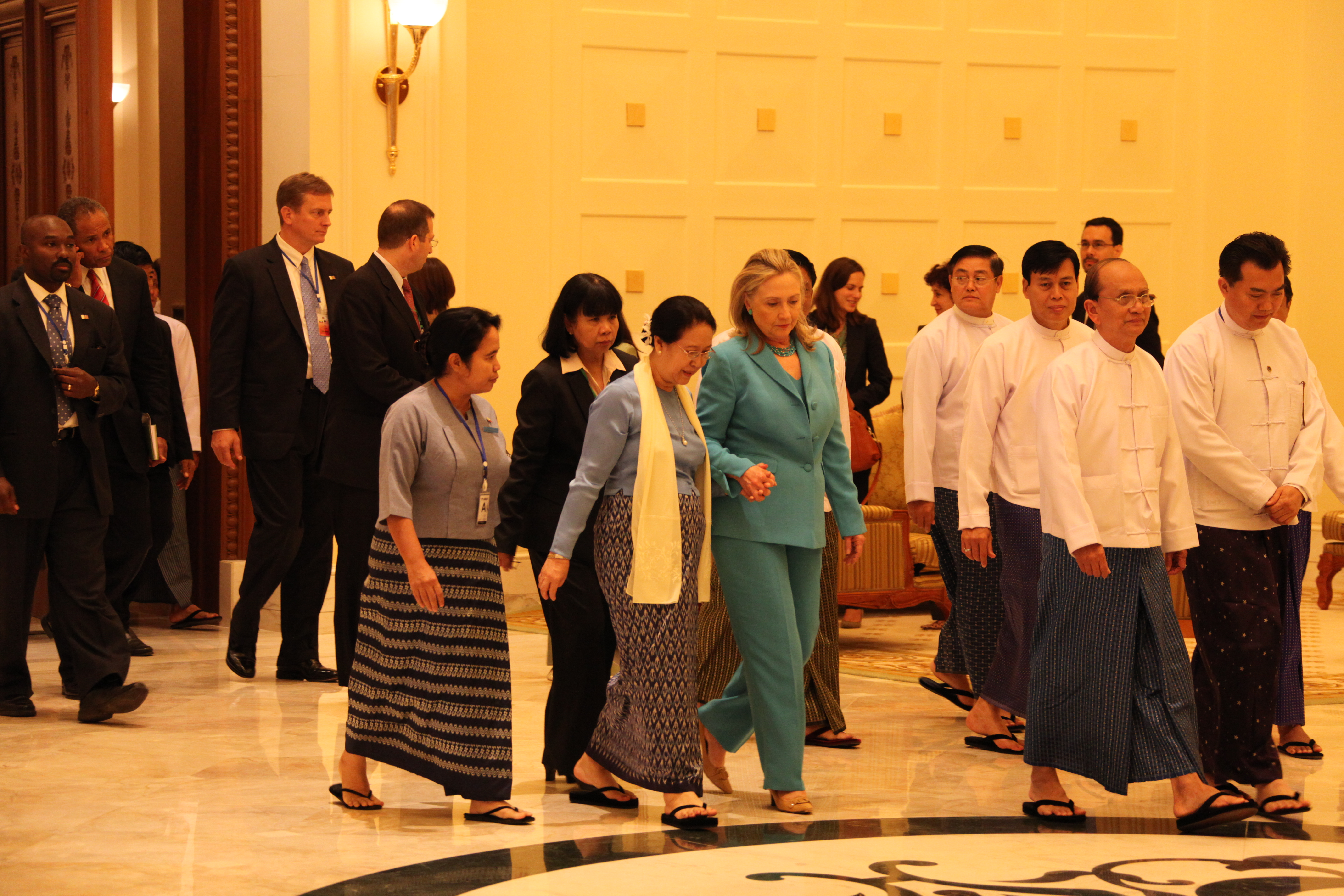
Президент, перша леді та Гілларі Клінтон
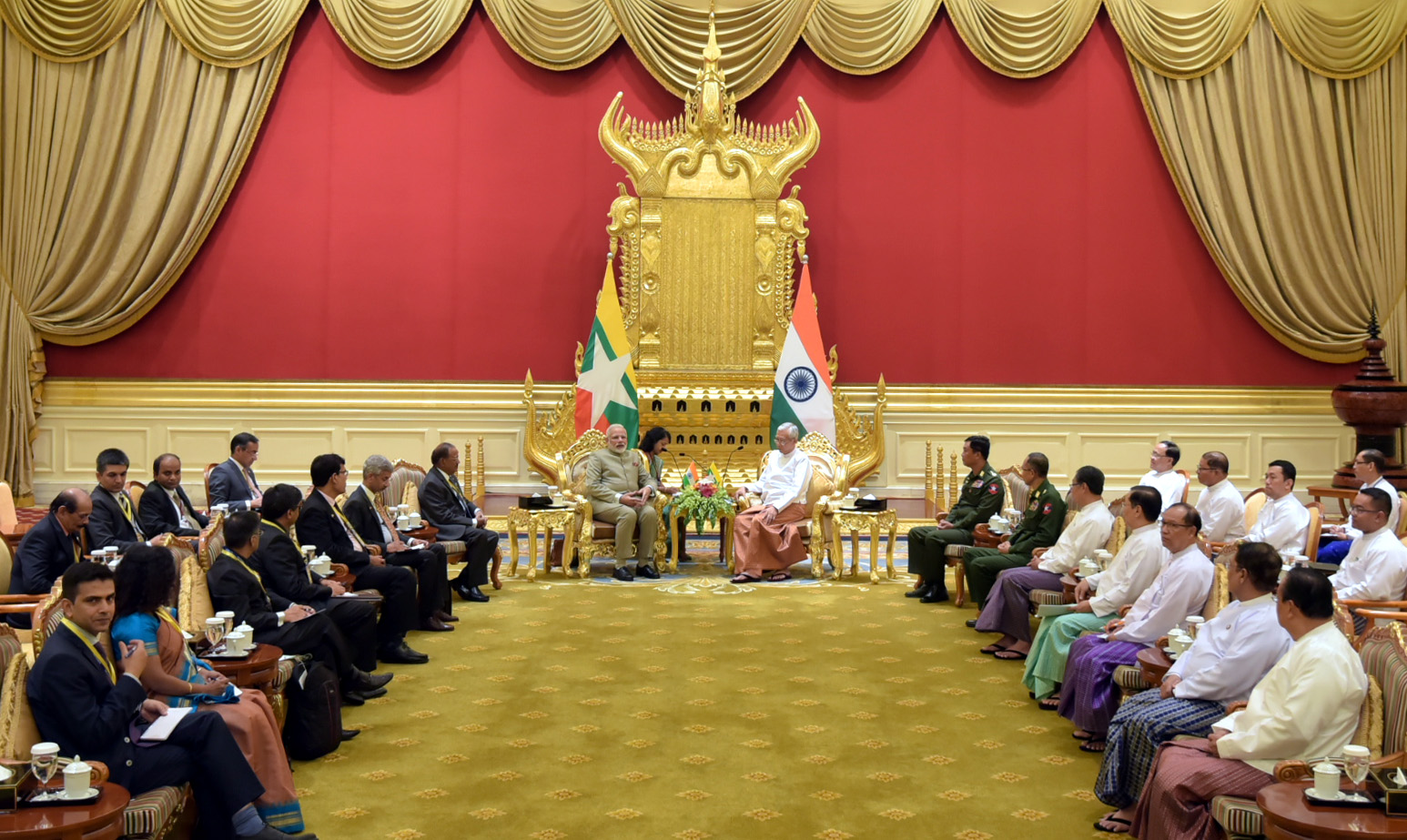
Зустріч Нарендри Моді з президентом Тхін Чжо в Президентському палаці у 2017 році